# Конрад II фон Ритберг
Конрад фон Ритберг (на немски: Konrad von Rietberg; † 16 април 1297) е от 1270 до 1297 г. като Конрад II епископ на Оснабрюк.

## Произход и управление
Той е вторият син на граф Конрад I фон Ритберг († 1284) и съпругата му Ода фон Липе, дъщеря на Херман II фон Липе и графиня Ода фон Текленбург. Брат е на граф Фридрих I фон Ритберг († 1282) и на Ото († 1307), епископ на Падерборн (1277 – 1307).
Конрад първо е каноник във Вилдесхаузен и „Св. Мартини“ в Мюнстер. Ръкоположен е за свещеник едва през 1277 г. Като епископ той трябва да продаде църковни собствености. По неговото време се завършва катедралата в Оснабрюк. През 1295 г. създава там доминикански манастир.